# Vallée du Kolvenderbach
Vallée du Kolvenderbach este o arie protejată (arie specială de conservare — SAC, sit de importanță comunitară — SCI, arie de protecție specială avifaunistică — SPA) din Belgia întinsă pe o suprafață de 193,41 ha, integral pe uscat.

## Localizare
Centrul sitului Vallée du Kolvenderbach este situat la coordonatele 50°20′05″N 6°16′13″E / 50.33478°N 6.270359°E.

## Înființare
Situl Vallée du Kolvenderbach a fost declarat arie de protecție specială avifaunistică în decembrie 2016 pentru a proteja 8 specii de animale. Alte tipuri de protecție:
- sit de importanță comunitară (în octombrie 2002)
- arie specială de conservare (în decembrie 2016)[1][3][4]

## Biodiversitate
Situată în ecoregiunea continentală, aria protejată conține 10 habitate naturale: Ape stătătoare oligotrofe până la mezotrofe, cu vegetație de Littorelletea uniflorae și/sau de Isoëto-Nanojuncetea, Cursuri de apă de la nivel de câmpie la nivel montan, cu vegetație Ranunculion fluitantis și Callitricho-Batrachion, Pajiști uscate europene, Formațiuni ierboase bogate în specii de Nardus, dezvoltate pe substraturi silicioase în zone montane (și în zone submontane, în Europa continentală), Pajiști cu Molinia pe soluri calcaroase, turboase sau argilos-nămoloase (Molinion caeruleae), Liziere de ierburi înalte hidrofile de câmpie și de nivel montan până la alpin, Fânețe de joasă altitudine (Alopecurus pratensis, Sanguisorba officinalis), Fânețe montane, Păduri de fag Luzulo-Fagetum, Păduri aluvionare cu Alnus glutinosa și Fraxinus excelsior (Alno-Padion, Alnion incanae, Salicion albae).
La baza desemnării sitului se află mai multe specii protejate:
- păsări (4): barză neagră (Ciconia nigra), ciocănitoare neagră (Dryocopus martius), sfrâncioc roșiatic (Lanius collurio), gaia roșie (Milvus milvus)
- mamifere (1): liliac comun (Myotis myotis)
- nevertebrate (1): Lycaena helle
- pești (2): zglăvoacă (Cottus gobio), cicar (Lampetra planeri)

Pe lângă speciile protejate, pe teritoriul sitului au mai fost identificate 20 de specii de plante, 4 specii de amfibieni, 7 specii de mamifere, 6 specii de nevertebrate.